# 日本俳句協会
一般社団法人 日本俳句協会（にほんはいくきょうかい、英語：Japan Haiku Association（JHA））は、2015年（平成27年）に設立された俳句団体。栃木県宇都宮市に本部を置く。

## 概要
「松尾芭蕉の俳諧精神に立ち返る」ことを掲げ、インターネットに特化した活動をおこなうとしている。
2023年に一般社団法人となった。
永田満徳、五島高資、大森健司、辻村麻乃、佐佐木頼綱といった文学関係者が理事を務めている。